# International Tag Team Championship (Toronto version)
L'International Tag Team Championship (Toronto version), promosso anche come NWA International Tag Team Championship è stato un titolo della divisione tag promosso dalla Maple Leaf Wrestling, affiliata canadese della National Wrestling Alliance (NWA).
Il titolo fu attivo dal 1961, quando sostituì il Canadian Open Tag Team Championship, al 1977, quando smise di essere promosso e fu disattivato.

## Albo d'oro
| Legenda  |                                                                               |
| -------- | ----------------------------------------------------------------------------- |
| #        | Indica il numero del regno titolato                                           |
| Regno    | Viene indicato il numero del regno del campione                               |
| Data     | La data in cui il titolo è stato vinto                                        |
| Località | Indica il luogo in cui il titolo è stato vinto                                |
| Note     | Indica notizie particolari riguardanti i cambi di titolo o altre informazioni |

| #  | Campione                                        | Regno | Data              | Giorni | Località          | Evento     | Note | Fonti |
| -- | ----------------------------------------------- | ----- | ----------------- | ------ | ----------------- | ---------- | --- | ----- |
| 1  | Man Mountain Campbell e Stan Stasiak            | 1     | 8 giugno 1961     | 91     | Toronto, Ontario  | House show | In un torneo per decretare i campioni inaugurali, sconfiggendo in finale Ivan e Karol Kalmikoff.                       |       |
| 2  | Cyclone e Hurricane Smith                       | 1     | 7 settembre 1961  | 91     | Toronto, Ontario  | House show | |       |
| 3  | Chris Tolos e John Tolos                        | 1     | 7 dicembre 1961   | 21     | Toronto, Ontario  | House show | |       |
| 4  | Whipper Billy Watson e Yukon Eric               | 1     | 28 dicembre 1961  | 7      | Toronto, Ontario  | House show | |       |
| 5  | Chris Tolos e John Tolos                        | 2     | 4 gennaio 1962    | 14     | Toronto, Ontario  | House show | |       |
| 6  | Bill Soloweyko e Whipper Billy Watson (2)       | 1     | 18 gennaio 1962   | 56     | Toronto, Ontario  | House show | |       |
| 7  | Chris Tolos e John Tolos                        | 3     | 15 marzo 1962     | 7      | Toronto, Ontario  | House show | |       |
| 8  | Billy Red Lyons e Whipper Billy Watson (3)      | 1     | 22 marzo 1962     | 13     | Toronto, Ontario  | House show | |       |
| 9  | Bulldog Brower e Sweet Daddy Siki               | 1     | 4 aprile 1962     | 176    | Toronto, Ontario  | House show | |       |
| 10 | Bruno Sammartino e Whipper Billy Watson (4)     | 1     | 27 settembre 1962 | 154    | Toronto, Ontario  | House show | |       |
| 11 | Bulldog Brower (2) e Johnny Valentine           | 1     | 28 febbraio 1963  | 147    | Toronto, Ontario  | House show | | [ 3 ] |
| 12 | John Paul henning e Art Thomas                  | 1     | 25 luglio 1963    | 84     | Toronto, Ontario  | House show | |       |
| 13 | Bulldog Brower (3) e Jerry Graham               | 1     | 17 ottobre 1963   | 49     | Toronto, Ontario  | House show | |       |
| 14 | Jim Hady e Johnny Valentine (2)                 | 1     | 5 dicembre 1963   | --     | Toronto, Ontario  | House show | |       |
| 15 | Fred Atkins e Professor Hiro                    | 1     | giugno 1964       | --     | Hamilton, Ontario | House show | |       |
| 16 | Johnny Valentine (3) e Whipper Billy Watson (5) | 1     | 13 agosto 1964    | 35     | Toronto, Ontario  | House show | |       |
| 17 | Fred Atkins e Professor Hiro                    | 2     | 17 settembre 1964 | 22     | Toronto, Ontario  | House show | |       |
| 18 | Johnny Valentine (4) e Whipper Billy Watson (6) | 2     | 9 ottobre 1964    | 457    | Toronto, Ontario  | House show | |       |
| 19 | Giant Evans e Moose Evans                       | 1     | 8 gennaio 1966    | 182    | Toronto, Ontario  | House show | |       |
| 20 | Bulldog Brower (4) e Whipper Billy Watson (7)   | 1     | 10 luglio 1966    | 21     | Toronto, Ontario  | House show | |       |
| 21 | Fred Atkins (4) e Tiger Jeet Singh              | 1     | 31 luglio 1966    | --     | Toronto, Ontario  | House show | |       |
| 22 | Bulldog Brower (5) e Whipper Billy Watson (8)   | 2     | dicembre 1966     | --     | --                | House show | |       |
| 23 | Bill Curry e Tiger Jeet Singh (2)               | 1     | 26 maggio 1968    | 91     | Toronto, Ontario  | House show | | [ 4 ] |
| 24 | Mark Lewin e Whipper Billy Watson (9)           | 1     | 25 agosto 1968    | --     | --                | House show | |       |
| —  | Disattivato                                     | —     | 1968              | —      | —                 | —          | Il titolo smise di essere promosso ed è considerato disattivato.                                                       |       |
| 25 | Hartford Love e Reginald Love                   | 1     | 17 marzo 1974     | 98     | Toronto, Ontario  | House show | In un torneo per riassegnare i titoli appena riattivati, sconfiggendo in finale Jacques Rougeau Sr. e Raymond Rougeau. |       |
| 26 | Billy Red Lyons (2) e Dewey Robertson           | 1     | 23 giugno 1974    | 77     | Toronto, Ontario  | House show | |       |
| 27 | Hartford Love e Reginald Love                   | 2     | 8 settembre 1974  | 112    | Toronto, Ontario  | House show | |       |
| 28 | Billy Red Lyons (3) e Dewey Robertson (2)       | 2     | 29 dicembre 1974  | 161    | Toronto, Ontario  | House show | |       |
| 29 | Mike Kelly e Pat Kelly                          | 1     | 8 giugno 1975     | 77     | Toronto, Ontario  | House show | |       |
| 30 | Billy Red Lyons (4) e Dewey Robertson (3)       | 3     | 24 agosto 1975    | --     | Toronto, Ontario  | House show | |       |
| —  | Disattivato                                     | —     | settembre 1977    | —      | —                 | —          | Il titolo smise di essere promosso ed è considerato disattivato.                                                       |       |